# Renato Martini
Renato Martini (Parma, 5 gennaio 1930) è un ex calciatore italiano, di ruolo centrocampista.

## Carriera
Crebbe nel Parma dove esordì diciannovenne, disputando due campionati di terza serie.
Giocò poi sei campionati in Serie A: tre con la maglia del Palermo (dal 1951 al 1954), facendo il suo esordio in Serie A il 14 ottobre 1951 in Palermo-Como (4-1), e tre con la Sampdoria (dal 1955 al 1958), totalizzando complessivamente 166 presenze nella massima serie e realizzando una rete in occasione della sconfitta esterna della Sampdoria contro il Bologna della stagione 1955-1956.. Con il Palermo disputò anche un campionato di Serie B (1954-1955).
Con il Brescia collezionò 104 presenze in tre campionati di Serie B prima di passare alla Reggiana dove chiuse la sua carriera disputando due campionati, il primo in Serie B e il secondo in Serie C, giocando 31 incontri.